# Maszków (Oława)
Maszków (deutsch Philippsfeld) ist ein Dorf in Niederschlesien. Der Ort liegt in der Gmina Oława im Powiat Oławski in der Woiwodschaft Niederschlesien in Polen.

## Geographie

### Geographische Lage
Das Straßendorf Maszków liegt neun Kilometer südöstlich des Gemeindesitzes und der Kreisstadt Oława (Ohlau) und rund 36 Kilometer südöstlich der Woiwodschaftshauptstadt Breslau. Der Ort liegt in der Nizina Śląska (Schlesische Tiefebene) innerhalb der Równina Grodkowska (Grottkauer Ebene).

### Nachbarorte
Nachbarorte von Maszków sind im Nordosten Gać (Heidau), im Südosten Psary (Hünern) und im Südwesten Chwalibożyce (Frauenhain).

## Geschichte
Nach dem Ersten Schlesischen Krieg 1742 fiel Philippsfeld zusammen mit dem größten Teil Schlesiens an Preußen.
Nach der Neugliederung Preußens gehörte die Landgemeinde Philippsfeld ab 1815 zur Provinz Schlesien und war ab 1816 dem Landkreis Ohlau eingegliedert. 1874 wurde der Amtsbezirk Hühnern gegründet, welcher die Landgemeinden Heidau, Hünern und Philippsfeld und den Gutsbezirken Heidau, Hünern und Philippsfeld umfasste. 1885 zählte der Ort 44 Einwohner.
Am 30. September 1928 wurde der Ort nach Hünern eingemeindet. Bis 1945 befand sich der Ort im Landkreis Ohlau.
Als Folge des Zweiten Weltkriegs fiel Philippsfeld wie fast ganz Schlesien 1945 an Polen, wurde in Maszków umbenannt und der Woiwodschaft Breslau angegliedert. Die deutsche Bevölkerung wurde, soweit sie nicht vorher geflohen war, weitgehend vertrieben. Die neu angesiedelten Bewohner waren zum Teil Heimatvertriebene aus Ostpolen. 1999 kam der Ort zum Powiat Oławski in der Woiwodschaft Niederschlesien.

## Sehenswürdigkeiten
- Historische Gutsgebäude
- Wegekapelle